# Adiantum lianxianense
Adiantum lianxianense är en kantbräkenväxtart som beskrevs av Ren-Chang Ching och Y.X.Lin. Adiantum lianxianense ingår i släktet Adiantum och familjen Pteridaceae. Inga underarter finns listade.